# Catocala abacta
Catocala abacta är en fjärilsart som beskrevs av Otto Staudinger 1900. Catocala abacta ingår i släktet Catocala och familjen nattflyn. Inga underarter finns listade i Catalogue of Life.